# Max-Firmin Leclerc
Max-Firmin Leclerc est un écrivain, poète et réalisateur de télévision, né à Saint-Dizier (Haute-Marne) le 20 octobre 1923 et mort le 11 janvier 2014 à Perpignan.

## Biographie
Né dans une famille originaire de Haute-Marne depuis plusieurs générations, Max-Firmin Leclerc abandonne ses études en 1942 et entre à la SNCF où se réfugient des jeunes gens en âge d’être réquisitionnés par l’occupant allemand comme travailleurs en Allemagne. Il commence à écrire. Après la Libération, en 1944, il s’engage au 5e régiment de génie où il aura pour mission de reconstruire des ponts ferroviaires en Alsace, puis en Allemagne dans la zone d’occupation française.
Démobilisé, il retourne à la SNCF en juillet 1946 et publie ses premiers recueils sous le pseudonyme de Max de Saint-Dizier. En 1950, il est secrétaire général de la Société des écrivains et artistes du peuple qui publie la revue Faubourgs 50. Il y tient de mai 1950 à novembre 1951 une rubrique intitulée « Le Médaillon » où il fait le portrait d’écrivains ou d’artistes tels que Louis Guillaume, Pierre Boujut, Maurice Montet, Philéas Lebesgue ou Wilfrid Lucas. Il démissionne, jugeant que le mouvement s’oriente vers la politique.
En 1951, il reçoit le premier prix de Poésie libérée du premier concours organisé par l’Union artistique et intellectuelle des cheminots français  (UAICF), société où il rencontre d’autres écrivains. En résultera, en 1952, la création de l’Association des écrivains cheminots, avec pour président d’honneur Maurice Genevoix. Parmi les membres figurent entre autres Jean Drouillet, Jean Verdure, Henri Vincenot. Max Leclerc en est le secrétaire général. Le quotidien L’Aurore commence à publier régulièrement ses contes.
En 1954, il reçoit le prix de poésie Enguerrand-Homps pour son recueil de poèmes Le Cap des trente, qui restera inédit jusqu’en 2011. C’est à cette période qu’il s'oriente vers la réalisation télévisuelle. Il commence ses études de télévision au Centre d’études de radio-télévision de la Radiodiffusion-télévision française (RTF), où il a notamment André Vigneau pour professeur. En 1958, il est nommé réalisateur à la direction régionale de Marseille, avant de revenir à Paris en 1962. La RTF devient ORTF en 1964, et il y poursuit sa carrière jusqu'à son éclatement en 1975.
Sa mise à l'écart lui inspire son roman-pamphlet La République du mépris. En retraite, il a vécu sur la commune de Durfort, en Ariège, de 1974 à 1988, puis à Perpignan où il décédera en janvier 2014, ses cendres ont été dispersées sur un bosquet qu’il possédait à Oudincourt.

## Œuvre littéraire
Sous le pseudonyme de Max de Saint-Dizier
- 1946 : Au hasard de la Guerre (poésie), Les Cahiers poétiques français, Paris
- 1947 : Allemagne occupée (poésie), Les Cahiers poétiques français, Paris

Sous le nom de Max Leclerc
- 1948 : Boutons poétiques (poésie), éditions France-Poésie, Paris
- 1950 : Pour apprivoiser la colombe (poésie), La Tour de feu, Jarnac
- 1957 : « Télévision, art du XXe siècle » (thèse de fin d'études), Photo-Cinéma et Le Photographe, éditions Paul Montel
- 1975 : La République du mépris (roman-pamphlet), éd. la Pensée universelle
- Divers contes publiés dans L'Aurore

Sous le nom de Max-Firmin Leclerc
En 2010, les éditions du Masque d'or rééditent La République du mépris sous le titre La République du mépris ou le Cimetière des crabes, qui reçoit le 2e prix du roman au Grand prix roussillonnais des écrivains 2011.
En 2011 paraît son recueil de poèmes Le Cap des Trente qui reçoit le Grand prix de poésie Wilfrid-Lucas 2011 de la Société des poètes et artistes de France (SPAF).
La même année, il publie un roman, Le Démon de vingt-trois heures, qui reçoit en avril 2012 le prix « Goutte d'encre » de l'association Regards de Nevers, suivi en septembre 2012 du Grand Prix et du 1er prix du roman au Grand prix roussillonnais des écrivains 2012.
En 2013, il publie un recueil de poésie, Le Cap des nonante, préfacé par Abraham Vincent Vigilant, président de la SPAF.

## Filmographie
À Marseille (1958-1962)
- Escale au soleil, émission culturelle hebdomadaire diffusée en direct le samedi de 13h30 à 14h30 sur la Provence, la Côte d'Azur et la Corse et présentant les écrivains, comédiens, chanteurs et musiciens de passage à Marseille.
- Dimanche en France, émission culturelle hebdomadaire diffusée nationalement le dimanche de 12h30 à 13h :
  - « Les beaux soirs du music-hall marseillais » avec Raf Vallone et Georges Brassens (4 janvier 1959)
  - « Sel » (1er février 1959)
  - « Midi de Pâques - Pâques au midi » (29 mars 1959)
  - « Marseille, capitale Allauch » (13 septembre 1959)
  - « Alpilles fidèles au Mage » avec Marie Mauron (31 janvier 1960)
  - « Amour courtois en Provence romane » (27 mars 1960)
  - « Le voyage de Touna » (8 mai 1960)
  - « Amis d'hier et d'aujourd'hui » avec Lilian Harvey et Caroline Otero (29 mai 1960)
  - « Sur les chemins de l'ocre » (24 juillet 1960)
  - « Trente siècles d'un étang » (16 octobre 1960)
  - « Flâneries sur la Côte en hiver » (18 décembre 1960)
  - « Sourires du Roussillon » (19 février 1961)
  - « Mon village à l'accent corse » (30 avril 1961)
  - « Romaine, romane, mistralienne » avec Claire Motte, Attilio Labis, Lucien Clergue (3 septembre 1961)
  - « Bon voyage, Monsieur troubadour » (19 novembre 1961)
  - « Provence et Piémont » avec Michèle Arnaud, Hélène Martin et Daniel Sorano (17 décembre 1961)
  - « Une nouvelle géographie de la Provence » avec Yves Brayer et Bernard Buffet (11 février 1962)
  - « Une rose pour Cannes » avec Jean-Gabriel Domergue (23 avril 1962)
  - « Visa pour les vacances » avec Annie Cordy, Luis Mariano et Isabelle Aubret (1er juillet 1962)

À Paris (1962-1974)
- Il faut avoir vu de Jean Vertex, le lundi de 12h30 à 13h
- Paris-Club de Jacques Chabannes et Roger Féral, du lundi au samedi de 12h30 à 13h
- Au-delà de l'écran de Jean Nohain, le dimanche de 12h30 à 13h
- Actualités télévisées à 13 h, 20h ou 23h (de 1963 à 1969)
- Bonnes nouvelles de Jean Nohain, le samedi à 18h45
- reportages de catch commentés par Roger Couderc, Léon Zitrone et Michel Drucker
- Le Grand Club de Jean Nohain, les jeudis de 16h30 à 19h (de 1964 à 1966)

- Sur un air d'accordéon :
  - Printemps d'Alsace (22 mai 1963)
  - Carrousel de souvenirs (13 octobre 1963)
  - Rue de Lappe avec Jo Privat, Raymond Bussières, Francis Lemarque et Mouloudji (13 décembre 1963)
  - Chansons des trains et des gares (23 janvier 1964) puis tous les samedis à 19h40 avant de devenir Accordéon-Variétés (de mai 1967 à 1971)
- La roue tourne de Guy Lux : « Le Berry d'Alain-Fournier » (8 février 1964)
- Congrès de Versailles (20 décembre 1963)
- Variations sur Guillaume Apollinaire (8 novembre 1964)
- La Parade des Jouets de Jean Nohain (Noël 1965)
- Le Bœuf et l'Âne, et leurs amis de Jean Nohain (24 décembre 1966)
- L'Homme aux cheveux gris, téléfilm d'après un roman d'Henry Meillant avec Fernand Sardou, Pauline Carton, Alexandre Rignault et Françoise Fleury (3 mars 1967)
- Autour de l'arbre de Noël de Jean Nohain (24 décembre 1967)
- Le Grand Voyage du bonhomme de neige de Jean Nohain (25 décembre 1968)
- Un moine d'En-Calcat : de Maxime Jacob à dom Clément Jacob (26 décembre 1970)
- Au fil de la Dronne (25 octobre 1974)

## Sources
- Archives départementales de la Haute-Marne : Fonds Max-Firmin Leclerc[source insuffisante]